# Liste des musées du canton de Vaud
Cette page présente la liste des musées du canton de Vaud en Suisse, telle que répertoriée sur le site officiel.

## Liste
| Lieu                  | Nom                                                       | Thème                                                                         |
| --------------------- | --------------------------------------------------------- | ----------------------------------------------------------------------------- |
| Aigle                 | Musée vaudois de la vigne, du vin et de l'étiquette       | Musée divers                                                                  |
| Aigle                 | Musée de l'étiquette de vin                               | Musée divers                                                                  |
| L'Auberson            | Musée Baud                                                | Musée des techniques                                                          |
| Aubonne               | Musée du Bois                                             | Musée divers                                                                  |
| Avenches              | Musée romain d'Avenches                                   | Musée d'histoire et d'archéologie                                             |
| Baulmes               | Musée du Vieux-Baulmes                                    | Musée régional ou local                                                       |
| Bex                   | Musée de la mine de sel de Bex                            | Musée divers                                                                  |
| Bex                   | Musée historique du Chablais                              | Musée régional ou local                                                       |
| Bex                   | Jardin alpin de Pont de Nant                              | Musée de sciences naturelles                                                  |
| Blonay                | Chemin de fer-musée Blonay-Chamby                         | Musée des techniques                                                          |
| Le Brassus            | Musée Audemars Piguet                                     | Musée des techniques                                                          |
| Château-d'Œx          | Musée du Vieux Pays-d'Enhaut                              | Musée régional ou local                                                       |
| Veytaux               | Château de Chillon                                        | Musée d'histoire et d'archéologie                                             |
| Chavannes-près-Renens | Musée Encre et Plomb                                      | Musée de l'imprimerie                                                         |
| Clarens               | Villa Kruger                                              | Musée divers                                                                  |
| Coppet                | Château de Coppet                                         | Beaux-arts et arts appliqués                                                  |
| Coppet                | Musée de Coppet                                           | Musée régional ou local                                                       |
| Corbeyrier            | Pyromin Museum                                            | Musée régional ou local                                                       |
| Corsier-sur-Vevey     | Chaplin's World                                           | Musée sur Charlie Chaplin et où il a vécu                                     |
| Cully                 | Musée du Vieux-Lavaux                                     | Musée régional ou local                                                       |
| Échallens             | Maison du blé et du pain                                  | Musée divers                                                                  |
| Gingins               | Musée romand de la machine agricole                       | Musée divers                                                                  |
| Gland                 | Ligne des Toblerones                                      | Musée d'histoire et d'archéologie                                             |
| Grandson              | Château de Grandson                                       | Musée d'histoire et d'archéologie                                             |
| Grandvaux             | Maison Buttin-de Loës                                     | Musée régional ou local                                                       |
| Hermenches            | Musée de l'uniforme d'Hermenches                          | Musée d'histoire régional ou local                                            |
| Lausanne              | Aquatis                                                   | Aquarium public et Vivarium                                                   |
| Lausanne              | Archives de la construction moderne                       | Musée des techniques                                                          |
| Lausanne              | Collection de l'art brut                                  | Beaux-arts et arts appliqués                                                  |
| Lausanne              | Espace des inventions                                     | Musée des techniques                                                          |
| Lausanne              | Musée de la main                                          | Musée divers                                                                  |
| Lausanne              | Musée de la machine à écrire de Lausanne                  | Machines à écrire et calculatrices                                            |
| Lausanne              | Fondation de l'Hermitage                                  | Beaux-arts et arts appliqués                                                  |
| Lausanne              | Musée de design et d'arts appliqués contemporains (MUDAC) | Beaux-arts et arts appliqués                                                  |
| Lausanne              | Musée Bolo                                                | Musée des techniques                                                          |
| Lausanne              | Musée cantonal d'archéologie et d'histoire de Lausanne    | Musée d'histoire et d'archéologie, collections monétaires                     |
| Lausanne              | Naturéum - Muséum cantonal des sciences naturelles        | Musée de sciences naturelles, départements de botanique, géologie et zoologie |
| Lausanne              | Musée cantonal des Beaux-Arts de Lausanne                 | Beaux-arts et arts appliqués                                                  |
| Lausanne              | Musée de l'Élysée                                         | Photographie                                                                  |
| Lausanne              | Jardin botanique du Naturéum                              | Musée de sciences naturelles                                                  |
| Lausanne              | Musée historique de Lausanne                              | Musée d'histoire et d'archéologie                                             |
| Lausanne              | Musée olympique                                           | Musée sportif                                                                 |
| Lausanne              | Musée romain de Lausanne-Vidy                             | Musée d'histoire et d'archéologie                                             |
| Leysin                | Musée de Leysin                                           | Musée régional ou local                                                       |
| Lucens                | Musée Sherlock Holmes                                     | Musée divers                                                                  |
| Montreux              | Musée de Montreux                                         | Musée régional ou local                                                       |
| Territet              | Musée national suisse de l'audiovisuel                    | Musée des techniques                                                          |
| Territet              | Musée de la calèche                                       | Musée des transports                                                          |
| Morges                | Musée Alexis Forel                                        | Beaux-arts et arts appliqués                                                  |
| Morges                | Musée militaire vaudois                                   | Musée d'histoire et d'archéologie                                             |
| Morges                | Musée Paderewski                                          | Musée divers                                                                  |
| Moudon                | Musée du Vieux-Moudon                                     | Musée régional ou local                                                       |
| Moudon                | Musée Eugène Burnand                                      | Beaux-arts et arts appliqués                                                  |
| Nyon                  | Musée romain de Nyon                                      | Musée d'histoire et d'archéologie                                             |
| Nyon                  | Musée du Léman                                            | Musée régional ou local                                                       |
| Nyon                  | Musée historique et des porcelaines de Nyon               | Beaux-arts et arts appliqués                                                  |
| Orbe                  | Musée d'Orbe                                              | Musée régional ou local                                                       |
| Oron-le-Châtel        | Château d'Oron-le-Châtel                                  | Beaux-arts et arts appliqués                                                  |
| Payerne               | Musée de l'aviation militaire de Payerne                  | Musée divers                                                                  |
| Payerne               | Musée de Payerne                                          | Beaux-arts et arts appliqués                                                  |
| Prangins              | Musée national suisse - château de Prangins               | Musée d'histoire et d'archéologie                                             |
| Puidoux               | Musée des curiosités horlogères                           | Musée des techniques                                                          |
| Pully                 | Espace Guisan                                             | Musée divers                                                                  |
| Pully                 | Musée de Pully                                            | Beaux-arts et arts appliqués                                                  |
| Pully                 | Villa romaine de Pully                                    | Musée d'histoire et d'archéologie                                             |
| Renens                | Temple de la renommée du tennis de table                  | Musée sportif                                                                 |
| Roche                 | Musée suisse de l'orgue                                   | Musée divers                                                                  |
| Rougemont             | Musée minéralogique                                       | Musée de sciences naturelles                                                  |
| Saint-George          | Musée du Moulin - Scierie                                 | Musée divers                                                                  |
| Saint-Prex            | Musée du verrier                                          | Musée divers                                                                  |
| Sainte-Croix          | Musée d'automates et de boîtes à musique                  | Musée des techniques                                                          |
| Sainte-Croix          | Musée des arts et des sciences                            | Musée régional ou local                                                       |
| La Sarraz             | Château de La Sarraz                                      | Musée régional ou local                                                       |
| La Sarraz             | Musée suisse du cheval                                    | Musée d'histoire et d'archéologie                                             |
| Le Sentier            | Espace Horloger - Vallée de Joux                          | Musée des techniques                                                          |
| La Tour-de-Peilz      | Musée suisse du jeu                                       | Musée divers                                                                  |
| Vallorbe              | Fort de Pré-Giroud 39-45                                  | Musée d'histoire et d'archéologie                                             |
| Vallorbe              | Grottes de Vallorbe                                       | Musée de sciences naturelles                                                  |
| Vallorbe              | Musée du fer et du chemin de fer                          | Musée des techniques                                                          |
| Vallorbe              | Musée Gyger                                               | Musée des techniques                                                          |
| Vevey                 | Alimentarium                                              | Musée de sciences naturelles                                                  |
| Vevey                 | Espace Quai 1                                             | Beaux-arts et arts appliqués                                                  |
| Vevey                 | Musée de la confrérie des vignerons                       | Musée divers                                                                  |
| Vevey                 | Musée historique de Vevey                                 | Musée régional ou local                                                       |
| Vevey                 | Musée Jenisch                                             | Beaux-arts et arts appliqués                                                  |
| Vevey                 | Musée suisse de l'appareil photographique                 | Musée des techniques                                                          |
| Vevey                 | Le nest                                                   | Musée de Nestlé                                                               |
| Yverdon-les-Bains     | Centre Pro Natura de Champ-Pittet                         | Musée de sciences naturelles                                                  |
| Yverdon-les-Bains     | Maison d'Ailleurs                                         | Musée divers                                                                  |
| Yverdon-les-Bains     | Musée suisse de la mode                                   | Musée divers                                                                  |
| Yverdon-les-Bains     | Musée d'Yverdon et région                                 | Musée d'histoire et d'archéologie                                             |

## Source
- Site des musées du canton de Vaud
- Liste des musées sur museums.ch